# Salvi Huix i Miralpeix
Salvi Huix i Miralpeix (in spagnolo Salvio Huix Miralpéix; Santa Margarida de Vallors, 22 dicembre 1877 – Lérida, 5 agosto 1936) è stato un vescovo cattolico spagnolo.
Fu uno dei dodici vescovi assassinati dai repubblicani durante la Guerra civile spagnola. È stato beatificato il 13 ottobre 2013 a Tarragona in una cerimonia solenne in cui sono stati beatificati 522 martiri delle persecuzioni anticlericali avvenute nel corso della Guerra civile spagnola.

## Biografia
Studiò al seminario di Vic e il 19 settembre 1903 fu ordinato sacerdote dal vescovo Josep Torras i Bages. fu viceparroco a Coll e a Sant Vicenç de Castellet.
Nel 1907 emise la professione solenne per entrare nella Confederazione dell'Oratorio di San Filippo Neri.
Il 16 febbraio 1928 fu nominato amministratore apostolico di Ibiza e fu consacrato vescovo il 15 aprile dello stesso anno dall'arcivescovo Federico Tedeschini. Il 28 gennaio 1935 divenne vescovo di Lérida e il 5 maggio seguente prese possesso della diocesi, succedendo a Manuel Irurita sulla cattedra diocesana.
Quando durante la Guerra civile i repubblicani assaltarono il palazzo vescovile nel luglio del 1936 si diede alla fuga e trovò rifugio in casa di parenti dei suoi portinai. Per evitare di esporli a rappresaglie si consegnò ad un posto di blocco. Fu rinchiuso nel carcere di Lérida con altri cattolici, ecclesiastici e laici. Fu prelevato dal carcere con venti laici, trasferito al cimitero di Lérida e fucilato.
È in corso il suo processo di canonizzazione: nel 1952 ha ottenuto il titolo di servo di Dio e nel 2011 gli è stato riconosciuto il titolo di martire, perché ucciso in odium fidei.

## Genealogia episcopale
La genealogia episcopale è:
- Cardinale Scipione Rebiba
- Cardinale Giulio Antonio Santori
- Cardinale Girolamo Bernerio, O.P.
- Arcivescovo Galeazzo Sanvitale
- Cardinale Ludovico Ludovisi
- Cardinale Luigi Caetani
- Cardinale Ulderico Carpegna
- Cardinale Paluzzo Paluzzi Altieri degli Albertoni
- Papa Benedetto XIII
- Papa Benedetto XIV
- Papa Clemente XIII
- Cardinale Marcantonio Colonna
- Cardinale Giacinto Sigismondo Gerdil, B.
- Cardinale Giulio Maria della Somaglia
- Cardinale Carlo Odescalchi, S.I.
- Cardinale Costantino Patrizi Naro
- Cardinale Lucido Maria Parocchi
- Papa Pio X
- Papa Benedetto XV
- Cardinale Federico Tedeschini
- Vescovo Salvio Huix Miralpéix, C.O.